# Get Smart (TV-serie, 1995)
Get Smart är en amerikansk komediserie av Fox från 1995 i regi av Nick Marck efter manus från bland annat Mel Brooks med Don Adams, Andy Dick och Elaine Hendrix i huvudrollerna. Serien är en fristående uppföljare till originalserien Get Smart som sändes mellan 1965 och 1970 och TV-filmen Agent 86 Smart från 1989. Serien gavs ut på DVD i Sverige den 5 november 2008.

## Handling
Maxwell "Max" Smart har blivit chef för CONTROL:s agenter medan hans fru, Agent 99, har lyckats bli en framgångsrik kongressledamot. Med järnhand styr Max över CONTROL från huvudkontoret och skickar ut sina agenter på olika farliga uppdrag. CONTROL:s värsta fiende, agenterna på KAOS, försöker hela tiden på olika sätt att få världsherravälde och styra över världsekonomin. Samtidigt har Max och Agent 99:s klumpige son, Zachary "Zach" Smart, blivit CONTROL:s nya stjärnagent som tvingas samarbeta tillsammans med den motvilliga Agent 66 när de ska försöka stoppa KAOS agenter från att ta över kontrollen över världen.

## Avsnitt
1. Pilot (Get Smart) [1] - Max tilldelar sin son Zach hans första uppdrag där han undercover ska samarbeta med Agent 66 på en modevisning. På modevisningen ska den nya eldsäkra dressen Du-Tracalon visas upp och modedesignern Larz har planer på att stjäla den. När Zach ser Agent 66 tala med Larz misstänker han att Agent 66 är en dubbelagent som lurat honom och alla andra.
2. Casino Evil [2] - En man ringer till CONTROLs huvudkontor för att få hjälp, men blir dödad innan han hinner få det. Vid närmare undersökning visar det sig att det är ett kasino i Las Vegas som ligger bakom mordet. Zach och Agent 66 reser till Las Vegas för att avslöja det KAOS-ägda kasinot och sätta fast mördarna.
3. Goodbye Ms. Chip [3] - Ute på ett uppdrag blir Agent 66 kidnappad av "The Brain" som implanterar ett chip i hennes hjärna som gör att han har kontrollen över hennes handlingar. Under tiden ska CONTROL sköta bevakningen när den afrikanska presidenten Mazabuka kommer på besök till Washington D.C. Inte ont anande kommer Zach och Agent 66 till mötet för att förhindra att presidenten mördas.
4. Shoot Up the Charts [4] - Rockartisten Johnny Bloody får inte ut sina pengar trots att en mängd av hans CD-skivor skickats till Santa Quevo. Efter att ha klagat hos sin producent blir Johnny mördad under ett uppträdande och spåren leder CONTROL's agenter till KAOS Records och musikproducenten Giorgio. För att hitta bevis måste Agent 66 bli sångerskan Galaxy med Zach som hennes manager Randy. När hon provsjunger för Giorgio blir han genast betagen av hennes uppträdande och skriver kontrakt med Galaxy. Men under ett samtal mellan Agent 66 och Zach råkar Giorgio höra de och får reda på att de är agenter som är ute efter honom.
5. Passenger 99 [5] - Ministern Vanapopo från örepubliken Ponatungo är i Washington D.C. för ett möte angående en eventuell försäljning av ett minerallager som är värt miljarder. KAOS, som har försökt att köpa lagret utan att lyckas, får reda på att Vanapopo är i Washington och tar kontakt med lönnmördaren Turtle för att Vanapopo inte ska komma levande av sitt flyg hem igen.
6. Wurst Enemies [6] - Zach har skaffat sig en flickvän i Jessica som Agent 66 inte alls litar på. Zach och Jessica bestämmer sig ändå för att tillbringa helgen i Jessicas föräldrars ställe, en fyr i Sands Point Harbor. När de är framme binder Jessica Zach i sängen och när Siegfried, Max gamle fiende och en före detta KAOS-agent, kommer, inser Zach att han har blivit lurad av Jessica.
7. Liver Let Die [7] - KAOS har på en månad köpt upp tio stycken olika sjukhus. Doktor Mendelsohn leder "operation Robin Hood", där KAOS tar fullt friska personers inre organ och säljer de till högstbjudande. När CONTROLs Agent 24 försvinner skickas Zach och Agent 66 för att undersöka sjukhusen och sätta stopp för operationen.

## Rollista (urval)
- Don Adams - Maxwell "Max" Smart
- Andy Dick - Zachary "Zach" Smart
- Elaine Hendrix - Agent 66
- Heather Morgan - Trudy
- Barbara Feldon - Agent 99
- Marcia Mitzman Gaven - the Kaos Chairwoman
- Gabrielle Boni - Agent 9